# 杜公瞻
杜公瞻（?—?），中山曲陽（今河北保定一帶）人。
杜台卿的侄子，少好学，僅知曾官安阳令。曾編纂《編珠》四卷，又注有宗懔之《荊楚歲時記》。今存《咏同心芙蓉》詩一首。